# Netcraft
Netcraft is een internetbedrijf dat analysediensten levert met zijn hoofdkwartier in Bath.
Netcraft biedt analyses aan van de webhosting en het marktaandeel van sites, waar ook het detecteren van het besturingssysteem van deze sites onder valt. In bepaalde gevallen kan de uptime (de tijd dat een server in de lucht is) door netcraft worden gemeten. Deze uptime wordt vaak als criterium gebruikt om de betrouwbaarheid van een webhoster te bepalen.
Verder biedt netcraft ook het testen van de beveiliging aan, en publiceert het bedrijf persberichten over de staat van diverse computernetwerken die deel uitmaken van het internet.
Het bedrijf staat ook bekend om zijn gratis anti-phishing toolbar voor de webbrowsers Firefox en Internet Explorer
Vanaf versie 9.5 is er ook een ingebouwd anti-phishingfilter voor de webbrowser Opera). Een studie onder de supervisie van Microsoft concludeerde, dat de toolbar van Netcraft een van de meest effectieve tools was om phishing op het internet te bestrijden, later is dit echter achterhaald door anti-phishing maatregelen die met Internet Explorer 7 met Microsoft Phishing Filter worden geregeld.